# Cnephaeus
Cnephaeus – rodzaj ssaków z podrodziny mroczków (Vespertilioninae) w obrębie rodziny mroczkowatych (Vespertilionidae).

## Zasięg występowania
Rodzaj obejmuje gatunki występujące w Afryce i Eurazji.

## Morfologia
Długość ciała (bez ogona) 45–82 mm, długość ogona 34–65 mm, długość ucha 9,5–22 mm, długość tylnej stopy 6,9–18 mm, długość przedramienia 33,2–58 mm; masa ciała 8–35 g.

## Systematyka
Rodzaj zdefiniował w 1829 roku niemiecki przyrodnik i paleontolog Johann Jakob Kaup w publikacji własnego autorstwa poświęconej historii naturalnej europejskich zwierząt. Gatunkiem typowym jest (oznaczenie monotypowe) mroczek późny (C. serotinus).

### Etymologia
- Cnephaeus: gr. κνεφαιος knephaios ‘ciemny, ponury’[14].
- Noctula: fr. noctule ‘nietoperz’, od łac. nox, noctis ‘noc’[15]. Gatunek typowy (oznaczenie monotypowe): Vespertilio serotinus Schreber, 1774.
- Cateorus: gr. κατηορος katēoros ‘zwisający, wiszący’[16]. Gatunek typowy (oznaczenie monotypowe): Vespertilio serotinus Schreber, 1774.
- Exochura: gr. εξοχος exokhos ‘sterczący’; ουρα oura ‘ogon’[17]. Gatunek typowy: nie wyznaczony.
- Amblyotus: gr. αμβλυς amblus ‘tępy’, od αμβλυνω amblunō ‘stępić’; ους ous, ωτος ōtos ‘ucho’[18]. Gatunek typowy (oznaczenie monotypowe): Amblyotus atratus Kolenati, 1858 (= Vesperus nilssoni Keyserling & Blasius, 1839).
- Pachyomus: gr. παχυς pakhus ‘wielki, gruby’; ωμος ōmos ‘ramię, bark’[19]. Gatunek typowy (oznaczenie monotypowe): Scotophilus pachyomus Tomes, 1857.
- Nyctiptenus (Nyctiptennis): gr. νυκτι- nukti- ‘nocny’, od νυξ nux, νυκτος nuktos ‘noc’; πτηνος ptēnos ‘skrzydlaty’, od πτερον pteron ‘skrzydło’[20]. Gatunek typowy (oznaczenie monotypowe): Vespertilio smithii J.A. Wagner, 1855 (= Vespertilio hottentotus A. Smith, 1833).
- Rhinopterus: gr. ῥις rhis, ῥινος rhinos ‘nos, pysk’[21]; -πτερος -pteros ‘-skrzydły’, od πτερον pteron ‘skrzydło’[22]. Gatunek typowy (oryginalne oznaczenie): Glauconycteris floweri de Winton, 1901.
- Scabrifer: łac. scaber ‘szorstki’[23]; ferus ‘dzikie zwierzę’[24].
- Pareptesicus: gr. παρα para ‘blisko, obok’[25]; rodzaj Eptesicus Rafinesque, 1820[9]. Gatunek typowy (oznaczenie monotypowe): Vesperugo (Vesperus) pachyotis Dobson, 1871.

### Podział systematyczny
Eptesicus (który obejmował Cnephaeus w randze podrodzaju) jest parafiletyczny w stosunku do Histiotus. Histiotus jest uznawany za odrębny rodzaj na podstawie jego różnic morfologicznych, a Eptesicus został podzielony na trzy rodzaje (Eptesicus, Cnephaeus i Neoeptesicus), aby uniknąć parafiletyczności.
Do tak zdefiniowanego rodzaju należą następujące występujące współcześnie gatunki:
- Cnephaeus floweri (de Winton, 1901) – mroczek rogoskóry
- Cnephaeus platyops (O. Thomas, 1901) – mroczek skryty
- Cnephaeus hottentotus (A. Smith, 1833) – mroczek długoogonowy
- Cnephaeus ognevi (Bobrinski, 1918) – mroczek kaspijski
- Cnephaeus anatolicus Felten, 1971 – mroczek anatolijski
- Cnephaeus bottae (W. Peters, 1869) – mroczek szczelinowy
- Cnephaeus kobayashii Mori, 1928 – mroczek koreański
- Cnephaeus isabellinus (Temminck, 1840) – mroczek pustynny
- Cnephaeus pachyomus (Tomes, 1857) – mroczek pakistański
- Cnephaeus serotinus (von Schreber, 1774) – mroczek późny
- Cnephaeus nilssoni (Keyserling & Blasius, 1839) – mroczek pozłocisty
- Cnephaeus tatei Ellerman & Morrison-Scott, 1951 – mroczek ponury
- Cnephaeus gobiensis Bobrinski, 1926 – mroczek gobijski
- Cnephaeus japonensis Imaizumi, 1953 – mroczek japoński
- Cnephaeus pachyotis (Dobson, 1871) – mroczek grubouchy

Opisano również gatunki wymarłe w czasach prehistorycznych:
- Eptesicus aurelianensis Ziegler, 1993[30] (Niemcy; miocen)
- Eptesicus campanensis Baudelot, 1970[31] (Francja; miocen)
- Eptesicus chutamasae D.L. Harrison & Pearch, 2013[32] (Tajlandia; plejstocen)
- Eptesicus inexspectatus Kordikova, Heizmann & de Bruijn, 2004[33] (Kazachstan; miocen)
- Eptesicus kowalskii Woloszyn, 1987[34] (Polska; pliocen)
- Eptesicus mossoczyi Woloszyn, 1987[35] (Polska; pliocen)
- Eptesicus praeglacialis Kormos, 1930[36] (Rumunia; plejstocen)